# Lamia Haji Bachar
Lamia Haji Bachar (en arabe : لمياء حجي بشار), née en 1998, est une irakienne originaire de Kocho, un village près de Sinjar, et issue de la communauté yézidie. Esclave sexuelle pendant 20 mois après son enlèvement, à l'âge de 16 ans, par l'État islamique, elle réussit à s'échapper en avril 2016 et se réfugie en Allemagne.
En octobre 2016, elle est lauréate du prix Sakharov.

## Biographie
Le 15 août 2014, pendant la guerre civile irakienne, Lamia est âgée de 16 ans lorsque son village est attaqué par des membres de l'État islamique qui en massacrent les hommes adultes. Elle est emmenée captive avec les autres femmes — dont Nadia Murad — et enfants et devient l'esclave sexuelle de combattants djihadistes pendant 20 mois, elle tente de s'échapper à plusieurs reprises. Lamia Haji Bachar indique qu'elle a été vendue à cinq reprises pour servir d'esclave sexuelle. Par ailleurs un de ses « propriétaires » dans Mossoul l'a aussi forcée à faire des ceintures d'explosifs et préparer des voitures piégées.
Lorsqu'elle y parvient[Quoi ?], elle tombe entre les mains d'un directeur d'hôpital irakien à Hawija, aussi sous contrôle de Daech, qui la viole à son tour puis elle s'enfuit à nouveau en compagnie de plusieurs amis dont deux autres Yézidies de 8 et 20 ans, en avril 2016. Alors que le petit groupe traverse un champ de mines, une de ses amies meurt dans l'explosion d'un engin tandis que Lamia est gravement brûlée au visage et perd l'usage de son œil droit,.
L'organisation irako-allemande Air Bridge Iraq, s'occupe de la jeune femme. Elle réside désormais avec sa sœur à Stuttgart en Allemagne et espère devenir institutrice. Elle a pu bénéficier d'opérations chirurgicales pour réparer partiellement son visage. Pour Jan Kizilhan, un psychiatre allemand qui suit Lamia Haji Bachar pour l'aider à se reconstruire : « C'est une femme remarquablement forte qui a enduré des choses que je ne souhaite à personne. Beaucoup de ses proches ont été tués par l'EI devant ses yeux. C'est une personne très vivante, très drôle, qui a beaucoup d'amis. Elle n'a perdu ni son courage ni sa volonté de vivre ». Lamiya Haji Bachar fait connaître la situation de la communauté yézidie et participe au soutien des femmes et des enfants victimes de situations d'esclavage et de barbarie de la part de Daech. Elle déclare : « À partir de maintenant, je voudrais être la voix de tous ces gens, de toutes les personnes discriminées, de toutes ces femmes et ces enfants qui ont été victimes (de sévices) partout dans le monde ».

## Distinction
Elle est lauréate du prix Sakharov en 2016, décerné par le Parlement européen, en même temps que Nadia Murad.